# 空翻 (体育)

体操舞蹈中的前空翻

空翻是一种常见的体育动作，指一个人腾空后在空中进行翻转的一系列动作。翻腾方向可向前、向后以及向侧，身体可直体、团身或者屈体。因动作姿势华丽而具有一定难度，被广泛应用于体操、武术、杂技等运动中。